# چارلز سوم
چارلزِ سوّم (به انگلیسی: Charles III) (نام کامل: چارلز فیلیپ آرتور جرج؛ زادهٔ ۱۴ نوامبر ۱۹۴۸) پادشاه بریتانیا و ۱۴ قلمرو مشترک‌المنافع دیگر است. او از سال ۱۹۵۲ تا زمان برتخت نشستنش در سال ۲۰۲۲ وارث بلافصل و نیز دوک کورنوال و دوک راتسی بود و دارای طولانی‌ترین دوره به‌عنوان وارث بلافصل در تاریخ بریتانیا است. چارلز پسر ارشد ملکه الیزابت دوم است و از سال ۱۹۵۸ هم‌زمان با ولیعهد شدن لقب شاهزادهٔ ولز را دریافت کرد.
همسر اول او پرنسس دایانا، شاهدخت پادشاهی متحد بود که یک سال پس از طلاق از چارلز در سال ۱۹۹۷ در تصادف کشته شد. چارلز در ۹ آوریل ۲۰۰۵ با کامیلا پارکر ملکهٔ هم‌نشین بریتانیا ازدواج کرد. چارلز، به‌عنوان شاهزادهٔ ولز، وظایف رسمی را به نیابت از الیزابت دوم برعهده گرفته بود. او پرینس تراست را در ۱۹۷۶ تأسیس کرد، حامی خیریه‌های شاهزاده و حامی، رئیس یا عضو بیش از ۴۰۰ خیریه و سازمان دیگر است. چارلز از سال ۱۹۹۳ روی ایجاد پاوندبری، یک شهر جدید تجربی در جامعه بر اساس دیدگاه‌های خاص در مورد معماری کار کرده است. دیدگاه‌های او در خصوص نقش معماری در جامعه و حفظ ساختمان‌های تاریخی توجه شایان توجهی را از معماران و منتقدان طراحی بریتانیایی به خود جلب کرده است. او همچنین نویسنده یا از نویسندگان تعدادی کتاب است. چارلز به‌عنوان یک طرفدار خودخواندهٔ محیط زیست، علناً در مورد مسایلی چون کشاورزی زیستی و گرمایش جهانی صحبت کرده که باعث شده جوایز و تقدیرهایی را از گروه‌های زیست‌محیطی برنده شود. حمایت او از پزشکی جایگزین، از جمله هومئوپاتی، مورد انتقاد قرار گرفته است. او همچنین رئیس کالج سلطنتی موسیقی لندن است.
چارلز در سال ۲۰۲۲ پس از درگذشت مادرش به پادشاهی رسید. او در ۷۳ سالگی مسن‌ترین فردی بود که بر تخت سلطنت بریتانیا نشست و پیش از آن، طولانی‌ترین مدت زمان را به عنوان ولیعهد و پرنس ولز در تاریخ بریتانیا گذرانده بود. از رویدادهای مهم دوره پادشاهی او می‌توان به تاج‌گذاری‌اش در سال ۲۰۲۳ و تشخیص بیماری سرطان در سال بعد اشاره کرد که این بیماری موقتاً برنامه‌های عمومی او را متوقف کرد.

## تولد و کودکی
چارلز در ۱۴ نوامبر ۱۹۴۸ در کاخ باکینگهام لندن زاده شده. پدرش شاهزاده فیلیپ و مادرش ملکه الیزابت دوم است. وی یک خواهر به نام شاهدخت ان و دو برادر بنام‌های شاهزاده اندرو و شاهزاده ادوارد دارد که همگی از او کوچک‌تر هستند.
ملکه الیزابت دوم در سال ۱۹۵۲ پس از مرگ پدرش به سلطنت رسید و از همان زمان چارلز که کودکی چهارساله بود دارای عنوان و جایگاه سلطنتی شد. چارلز از پنج‌سالگی تا هشت‌سالگی تحت نظر کاترین پیبلز آموزش دید. اما سه سال بعد با اعلام خبر رفتن چارلز به مدرسه، وی نخستین ولیعهدی بود که به جای معلم سرخانه به مدرسه می‌رفت. وی در سال ۱۹۶۶ به مدت دو نیم‌سال در مدرسه‌ای در ایالت ویکتوریا در استرالیا درس خواند. سپس به بریتانیا بازگشت و تحصیلات عمومی خود را یک سال بعد به پایان رساند. او به‌عنوان پسر ارشد فرمانروا به‌طور خودکار دوک کورنوال است.

## تحصیلات عالی
در خانوادهٔ سلطنتی بریتانیا رسم بر این بود که فرزندان پس از تمام کردن تحصیلات عمومی به آموزش نظامی مشغول شوند. اما پرنس چارلز نخستین کسی است که این رسم را کنار گذاشت و به کالج ترینیتی، کمبریج رفت. وی در سال ۱۹۷۰ پس از تحصیل در حوزه‌هایی مانند تاریخ و مردم‌شناسی و باستان‌شناسی از این کالج دانش‌آموخته شد. پنج سال بعد مدرک کارشناسی ارشد را از همین دانشگاه دریافت کرد. پرنس چارلز اولین وارث تاج‌وتخت است که توانسته مدرک دانشگاهی بگیرد. 

## شاهزاده ولز
هرچند چارلز از سال ۱۹۵۸ لقب شاهزادهٔ ولز را دریافت کرد اما به‌دلیل سن کم تا سال ۱۹۶۹ مسئولیت عملی نداشت. در این سال با برپایی جشنی، «تاج شاهزادهٔ ولز» از سوی ملکه به وی اعطا شد. به این ترتیب وی مالک قصر و املاکی در ولز گردید.

## ازدواج اول و فرزندان
چارلز در جوانی و تا پیش از ازدواج رابطهٔ عاشقانه با زن‌های بسیاری داشته که از آن جمله می‌توان به سارا مک کورکودال خواهر بزرگ‌تر پرنسس دایانا اشاره کرد. روابط وی با زنان همواره مورد توجه و انتقاد رسانه‌ها و گروه‌های مختلف بوده است.

### نامزدی و ازدواج با دایانا
چارلز بعد از سی‌سالگی برای ازدواج تحت فشار قرار گرفته بود و دختران زیادی به‌صورت رسمی به وی معرفی می‌شدند اما وی به‌دنبال فردی با مذهب پروتستان بود. با وجود آشنایی پیشین با کامیلا شاند در یک بازی چوگان، به‌دلیل ازدواج او، چارلز باید به دنبال فرد دیگری می‌بود. خانوادهٔ دایانا اسپنسر در همسایگی خانوادهٔ ملکه زندگی می‌کردند و این دو خانواده از قبل با هم آشنایی داشتند. به این ترتیب چارلز و دایانا با هم نامزد شدند. در دوران نامزدی، هنگامی که برای تماشای یک بازی چوگان رفته بودند کامیلا به میان آن دو آمد و شروع به صحبت با چارلز کرد که این موضوع باعث گریه و خروج دایانا از آنجا شد. هنگامی که از چارلز دلیل این اتفاق را پرسیدند او گفت: به هر حال چوگان بازی خشنی است و دایانا هم روح لطیفی دارد و آوردن او به این‌جا کار اشتباهی بود. با این حال چارلز و دایانا در ۲۹ ژوئیه ۱۹۸۱ در کلیسای جامع سنت پل با هم ازدواج کردند. صدها هزار نفر در اطراف محل عروسی گرد آمدند و نزدیک به یک میلیارد نفر در سراسر جهان این مراسم را به‌طور زنده از تلویزیون مشاهده کردند. چون شاهزاده چارلز، دارای لقب شاهزادهٔ ولز بود، پس از ازدواج، دایانا لقب شاهدخت ولز را دریافت کرد. دایانا و چارلز در سال‌های ۱۹۸۲ و ۱۹۸۴ دارای دو فرزند پسر شدند که به‌ترتیب ویلیام و هری نام دارند.

### جدایی از دایانا
زندگی مشترک دایانا و چارلز موشکافانه از سوی رسانه‌ها دنبال می‌شد و همین مسئله باعث آشکار شدن اختلافات درونی خانواده و تشدید آن‌ها شد. روابط عاشقانهٔ چارلز با کامیلا پارکر از یک سو و شایعهٔ روابط خارج از ازدواج دایانا با افراد مختلف موجب شد تا این زوج از سال ۱۹۹۲ به‌صورت غیررسمی از هم جدا شوند. دایانا با حضور در یک برنامه در بی‌بی‌سی چارلز و کامیلا را عامل از بین رفتن زندگی‌اش دانست و چارلز هم به داشتن رابطه با کامیلا اعتراف کرد. دایانا و چارلز در ۲۸ اوت ۱۹۹۶ با پیشنهاد ملکه از هم طلاق گرفتند. یک سال بعد دایانا در یک تصادف شدید رانندگی در پاریس درگذشت. پرنس چارلز برخلاف میل ملکه برای بازگرداندن جسد دایانا به فرانسه رفت.

## ازدواج دوم

### نامزدی و ازدواج با کامیلا

پرنس چارلز و رونالد ریگان به همراه همسرانشان پرنسس دایانا و نانسی ریگان، ۱۹۸۵

پرنس چارلز در ۹ آوریل ۲۰۰۵ برای دومین بار ازدواج کرد. همسر دوم وی کامیلا پارکر «ملکهٔ همسر» بریتانیا است.

چارلز قبلاً در سال ۱۹۹۴ در یک برنامه تلویزیونی به داشتن رابطهٔ عاشقانه با کامیلا اعتراف کرده بود. بعد از فوت دایانا، چارلز رابطهٔ خود با کامیلا را کم‌کم علنی کرد. این دو در سال ۱۹۹۹ در مراسمی با هم عکس گرفتند و از این زمان به بعد کامیلا به‌صورت غیررسمی به‌عنوان شریک زندگی چارلز در نظر گرفته شد. کامیلا در سال ۲۰۰۳ با ورود به خانهٔ سلطنتی چارلز زندگی مشترکی را با وی آغاز کرد. اما ازدواج این دو بعد از رفع پاره‌ای اختلافات با ملکه (به‌خاطر ازدواج با یک مطلّقه) و کلیسای انگلستان (به‌علت مرگ پاپ ژان پل دوم) سرانجام در سال ۲۰۰۵ در تالار صنف وینزر انجام گرفت. پس از ازدواج کامیلا نیز به‌دلیل ازدواج با شاهزاده چارلز لقب دوشس کورنوال را دریافت کرد. هرچند که کامیلا شاهدخت ولز است اما به‌خاطر دایانا از این لقب استفاده نمی‌کند. جایگاه رسمی کامیلا از نظر عضویت در خانوادهٔ سلطنتی پائین‌تر از جایگاهی بود که پرنسس دایانا داشت بنابراین کامیلا فاقد لقب پرنسس است. چارلز و کامیلا فرزند مشترک ندارند.

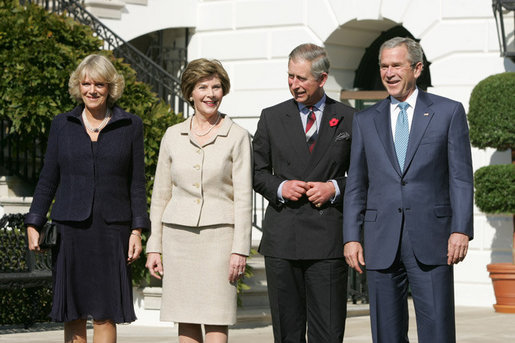
پرنس چارلز و جورج دبلیو بوش همراه با همسرانشان کامیلا پارکر و لورا ولش بوش

## تاجگذاری
تاج‌گذاری چارلز سوم و همسرش کامیلا به عنوان پادشاه و ملکه بریتانیا و سایر قلمروهای مشترک‌المنافع در ۶ مهٔ ۲۰۲۳ در کلیسای وست‌مینستر برگزار شد. این رخداد به معنای «نقطه اوج نمادین» جلوس اوست. چارلز سوم در ۸ سپتامبر ۲۰۲۲، پس از مرگ مادرش، الیزابت دوم به سلطنت رسید. تاج‌گذاری یک مناسبت دولتی است که توسط دولت بریتانیا تأمین مالی می‌شود که این بار کوتاه‌تر، نسبت به سایر ادیان و جوامع دربرگیرنده‌تر و نسبت به تاج‌گذاری‌های پیشین کم‌هزینه‌تر بود.
پس از مراسم، چارلز و کامیلا در بالکن کاخ باکینگهام با بخش اصلی خانواده سلطنتی، پسرشان ویلیام، شاهزاده ولز، عروسشان کاترین، شاهدخت ولز و فرزندان آن‌ها شاهزاده جرج، شاهدخت شارلوت و شاهزاده لویی ظاهر شدند.

## سفر چارلز سوم به ایران
چارلز سوم در دوران ولیعهدی در سال ۱۳۸۲ برای کمک به بازسازی مناطق زلزله‌زدهٔ بم وارد ایران شد. در آن زمان خبرهای ضدونقیضی از بازدید وی از ایران منتشر شد. اما با انتشار عکس‌های حضور او در شهر بم این خبر تأیید شد. وی تنها فردی از خانوادهٔ سلطنتی انگلستان است که بعد از انقلاب ایران (۱۳۵۷) از ایران بازدید کرده است. او پس از بازدید از ایران و برگشت به انگلستان ایران را کشوری بزرگ با تمدنی بزرگ‌تر و کشوری در حال توسعه توصیف کرد. چارلز سوم ضمن حضور در بم با رئیس‌جمهور وقت ایران سید محمد خاتمی نیز دیدار کرد.

## رابطه با عرب‌ها
پرنس چارلز، از اعتماد چهره‌های کلیدی در کشورهای عربی خلیج فارس برخوردار است و نقش مؤثری در فروش سلاح به این کشورها داشته است. چارلز دارایی مؤثری برای وزارت امور خارجهٔ بریتانیا و جامعهٔ اطلاعاتی این کشور محسوب می‌شود. بر اساس کتابی به نام قلب پادشاه، نوشتهٔ کاترین مایر در سال ۲۰۱۵ (که مورد تأیید دفتر وی نیست) وی دیگر نمی‌خواهد مشوق فروش سلاح به عرب‌ها باشد.

## نشان خاندان
پس از مرگ ملکه الیزابت مادر شاهزاده، وی شاه چارلز سوم شد و به همین دلیل نشان سلطنتی بریتانیا را به ارث برد.
| نشان سلطنتی بریتانیا برای استفاده در اسکاتلند | نشان سلطنتی بریتانیا |
| --------------------------------------------- | -------------------- |

## عادات عجیب
یکی از عادات روزانه چارلز سوم این است که باید هر روز بند کفش او اتو کشیده شود. او یک پیشخدمت مخصوص گذاشتن خمیر دندان بر روی مسواکش دارد.

## نام خانوادگی
تاریخچه نام خانوادگی نسل بعد از الیزابت دوم: مونتباتن ویندسور